# 火石乡
火石乡，是中华人民共和国四川省凉山彝族自治州会东县曾经下辖的一个乡。

## 行政区划
火石乡撤销前下辖以下地区：
火石村、三村村、大麦村和熊普村。